# John Gutzon de la Mothe Borglum

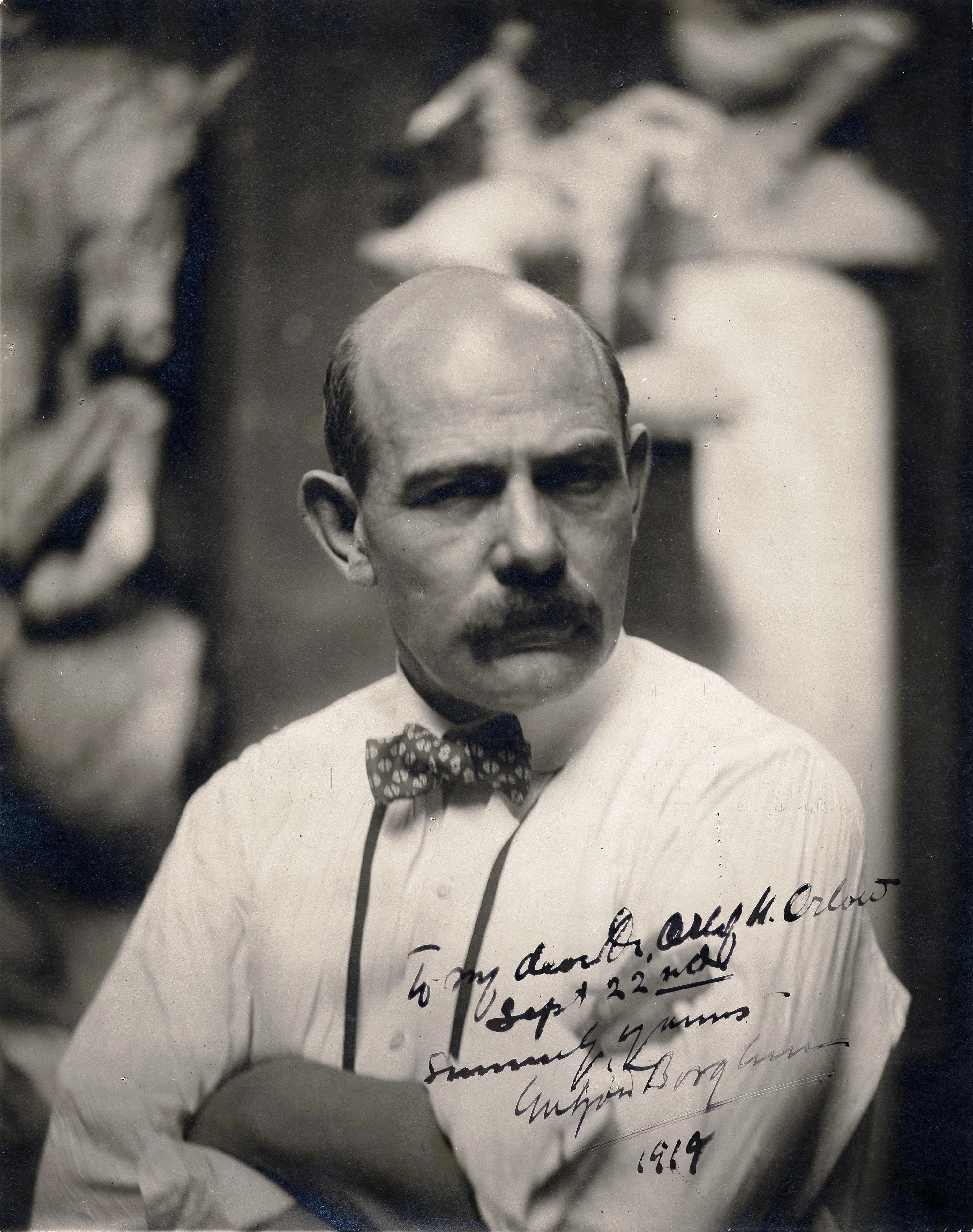
Gutzon Borglum, 1919

John Gutzon de la Mothe Borglum (* 25. März 1867 in St. Charles, Idaho; † 6. März 1941 in Chicago, Illinois), kurz Gutzon Borglum, war ein US-amerikanischer Bildhauer und Maler.

## Herkunft
Borglum war der Sohn eines dänischen Einwanderers Jens Møller Haugaard Børglum (18. April 1839–29. August 1909), der hauptsächlich als Holzschnitzer wirkte und dessen 2. Frau Christina (geborene Michelsen). Die dänische Familie seines Vaters hatte über sechs Generationen lang in der Region Hjørring in der Region Nordjylland gelebt. Seine Mutter stammte aus Seeland. Im Jahr 1864 verließen sein Vater und dessen erste Frau Ida (geborene Michelsen) ihre Heimat und emigrierten in die USA. Sie ließen sich zunächst in Utah, später in Idaho und schließlich in Kalifornien nieder. Borglum wurde stark durch seine Kindheit in der Prärie und durch seine Eltern geprägt. Er begann schon früh mit dem Zeichnen. Insgesamt hatte sein Vater mit seinen beiden Ehefrauen 9 Kinder.
- mit Ida: Jens Møller Haugaard Borglum Jr. (* 10. März 1865), August M. Borglum (* 27. April 1867) und Arnold Borglum (* 2. Juni 1869), Frank L., Anna, Harriet und Theodora Borglum, wovon die letzten vier in Nebraska geboren wurden.
- mit Christina (1847–1871): Gutzon und der Bildhauer und Maler Solon Hannibal Borglum[3] (22. Dezember 1868–31. Januar 1922).

## Leben und Wirken
Borglum besuchte eine Privatschule in Kansas. Nach seinem Abschluss an der High-School zog die Familie nach Kalifornien um. Dort begann er zunächst eine Lehre als Lithograf, die er jedoch sechs Monaten abbrach, um sich selbständig zu machen. Er eröffnete ein kleines Atelier und führte Auftragsarbeiten aus. So kam es, dass er im Jahr 1888 ein Porträt des Generals John C. Frémont anfertigte. Dieses Werk brachte ihm neben der allgemeinen Anerkennung auch die Freundschaft mit Jessie Benton Fremont, der Ehefrau des Generals, ein. Sie half ihm seine Werke zu verkaufen, so dass er sich schließlich eine Bildungsreise nach Europa leisten konnte. Er war ein Schüler von Virgil Macey Williams und William Keith. Er hatte seine erste Frau Elisabeth Putnam in dieser Zeit kennengelernt, die ebenfalls von Keith ausgebildet wurde. Mit 23 Jahren reiste er 1890 nach Paris an die Académie Julian und die École des beaux-arts, wo er unter anderem war ein Schüler des dänisch-norwegischen Bildhauers Stephan Sinding war. Dort verbrachte er zwei Jahre, stellte seine Werke im Pariser Salon aus und wurde von Auguste Rodin inspiriert, mit dem er in engem Kontakt stand. Er bereiste zudem die Niederlande und verbrachte ein Jahr in Spanien. Er kehrte anschließend in die Vereinigten Staaten von Amerika nach Kalifornien zurück. 1896 bereiste er Europa erneut und arbeitete in England, wo einige seiner Werke für Königin Victoria im Schloss Windsor ausgestellt wurden. 1901 kehrte er in die Vereinigten Staaten zurück, ließ sich zunächst er in New York nieder und erwarb später eine Farm in Stamford, Connecticut, wo er ein großes Atelier einrichtete. Ein zweites Atelier betrieb er in New York.

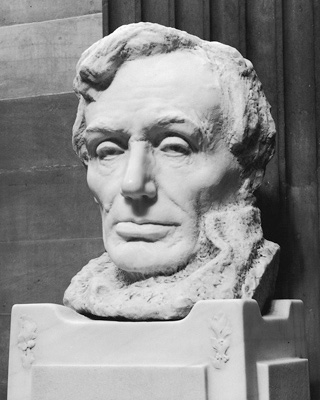
Abraham Lincoln (Capitol)

Im Jahr 1905 erreichte er mit Figurengruppe die Pferde des Diomedes erstes Aufsehen. Diese wurde vom Metropolitan Museum of Art angekauft. Er konnte seinen Ruf als Bildhauer schnell festigen und fertigte unter anderem die kolossalen Büste von Abraham Lincoln für die Rotunde des Kapitols in Washington. Es folgten zahlreiche Aufträge für Statuen und Denkmäler wie das Reiterstandbild von General Sheridan in Washington, die Wars of America, ein monumentales Werk aus 42 Bronzefiguren in Newark.
In der Zeit des Ersten Weltkriegs entstand die Idee ein Denkmal für den Bürgerkrieg von 1861–1865 zu gestalten. Es sollte eine Tafel auf einer großen Felswand am Stone Mountain in der Nähe von Atlanta, Georgia entstehen. Borglum beteiligte sich an der Planung und legte, nach Studien vor Ort, einen Entwurf für ein großes, figurenreiches Relief vor, das im Format 25 × 60 Meter in dem Fels gehauen werden sollte. Dieser Vorschlag erhielt viel Zuspruch und es wurden Gelder für die Vorbereitung und Ausführung bereitgestellt. Da es im Verlauf der Arbeiten zu Unstimmigkeiten kam, wurden die Arbeiten nach sieben Jahren abgebrochen und das Kunstwerk wurde erst in den 1960er Jahren vollendet. Borglums Entlassung führte dazu, dass er seine Modelle zerstörte, um seine Entwürfe zu schützen. Daraufhin wurde ein Haftbefehl gegen ihn erlassen, was ihn dazu zwang Georgia zu verlassen. Der Auftrag wurde an einen Künstler vergeben und es blieb lediglich der Geist seines ursprünglichen Entwurfs erhalten.

## Kontroverse
Borglum war Sympathisant und höchstwahrscheinlich Mitglied des Ku-Klux-Klans, und obwohl es kein offizielles Dokument gibt, das seine Mitgliedschaft bestätigt und er jegliche Verbindung zum Klan zeitlebends leugnete, ist die Wertschätzung seiner Person durch hochrangige Klan-Autoritäten ist dokumentiert. Bei der Planung des Stone Mountain-Reliefs nahm Borglum mehrfach auf die Klan-Ideologie Bezug. Er teilte das rassistische Weltbild des Klans und äußerte sich herabwürdigend über die indigene Bevölkerung der Vereinigten Staaten. Im Jahr 1923 wurde Borglum in das „Kloncilium“, den höchsten Nationalrat des Klans, berufen. Aufgrund seines offenen Rassismus und Antisemitismus wurde im Jahr 2020 darüber diskutiert, ob das Mount-Rushmore-Monument zerstört werden sollte. Er soll in den 1920er Jahren in einem Essay mit dem Titel The Jewish Question folgende Worte geschrieben haben:

“Jews refuse to enter the mainstream of civilization, to become producing members of the world community. They do not share or create, but choose instead to clannishly hold onto their old ways and with mere money buy and sell the efforts of others.”

„Juden weigern sich, in den Mainstream der Zivilisation einzutreten und produktive Mitglieder der Weltgemeinschaft zu werden. Sie teilen oder erschaffen nichts, sondern entscheiden sich stattdessen dafür, an ihren alten Gewohnheiten festzuhalten und mit bloßem Geld die Bemühungen anderer zu kaufen und zu verkaufen.“

Er soll eine Abschrift des Essays an Isidore Singer, den Herausgeber der Jewish Encyclopedia, versandt und diesen um seine Meinung zu seinen Ansichten gebeten haben.

## Familie
Borglum war zweimal verheiratet.
- Seine erste Frau war Elizabeth Putnam, eine 20 Jahre ältere Lehrerin und Malerin, die er 1889, kurz vor seiner Abreise nach Frankreich geheiratet hatte. Das Paar bereiste rund 10 Jahre Europa und trennte sich, als Borglum in England lebte. Das Paar hatte 1893 ein Haus, „El Rosario“ in Sierra Madre, Kalifornien erworben, in dem seine Frau nach der Trennung im Jahr 1903 und der Scheidung 1908 lebte.[10]
- Im Jahr 1909 heiratete Borglum Mary (geborene Montgomery; † 1955), mit der er zwei Kinder hatte:
  - James Lincoln Borglum (* 9. April 1912 in Stamford, Connecticut–1986). Er begleitete am 24. September 1924 im Alter von 12 Jahren seinen Vater auf seiner ersten Reise in die Black Hills in South Dakota. Nach dem Tod seines Vaters übernahm er die Verantwortung als Bildhauer und war 1941 bis 1943 der erste Superintendent des Nationalparks am Mount Rushmore. Er starb im Alter von 74 Jahren an einem Herzinfarkt und wurde in San Antonio, Texas, begraben.[11]
  - Mary Ellis Borglum (25. März 1916–11. September 2002)[12] ⚭ 1939 mit David Vhay und nach seinem Tod mit Don Powers.[13]

Borglum wurde im Forest Lawn Memorial Park, Glendale, Kalifornien beigesetzt.

## Werke (Auswahl)
Borglums Hauptwerk ist das Mount Rushmore National Memorial, das aus vier monumentalen Porträts der US-amerikanischen Präsidenten George Washington, Thomas Jefferson, Abraham Lincoln und Theodore Roosevelt besteht. Die Arbeiten begannen am 10. August 1927, die Köpfe wurden in den Jahren 1929 bis 1939 enthüllt. Borglum hatte seine Technik, die er schon zuvor bei dem Reliefbild angewandt hatte, für diese Arbeiten weiterentwickelt, erlebte jedoch die Fertigstellung nicht mehr. Nach seinem Tod 1941 führte sein Sohn Lincoln Borglum die Arbeiten fort.
- Der Boer
- John Ruskin Statue
- Reiterstandbild des Generals Sheridan (am 24. November 1908 in Washington vom Präsident Roosevelt enthüllt)[1]
- Die Pferde des Diomedes
- Engelsstatuen für die Cathedral of Saint John the Divine in New York City

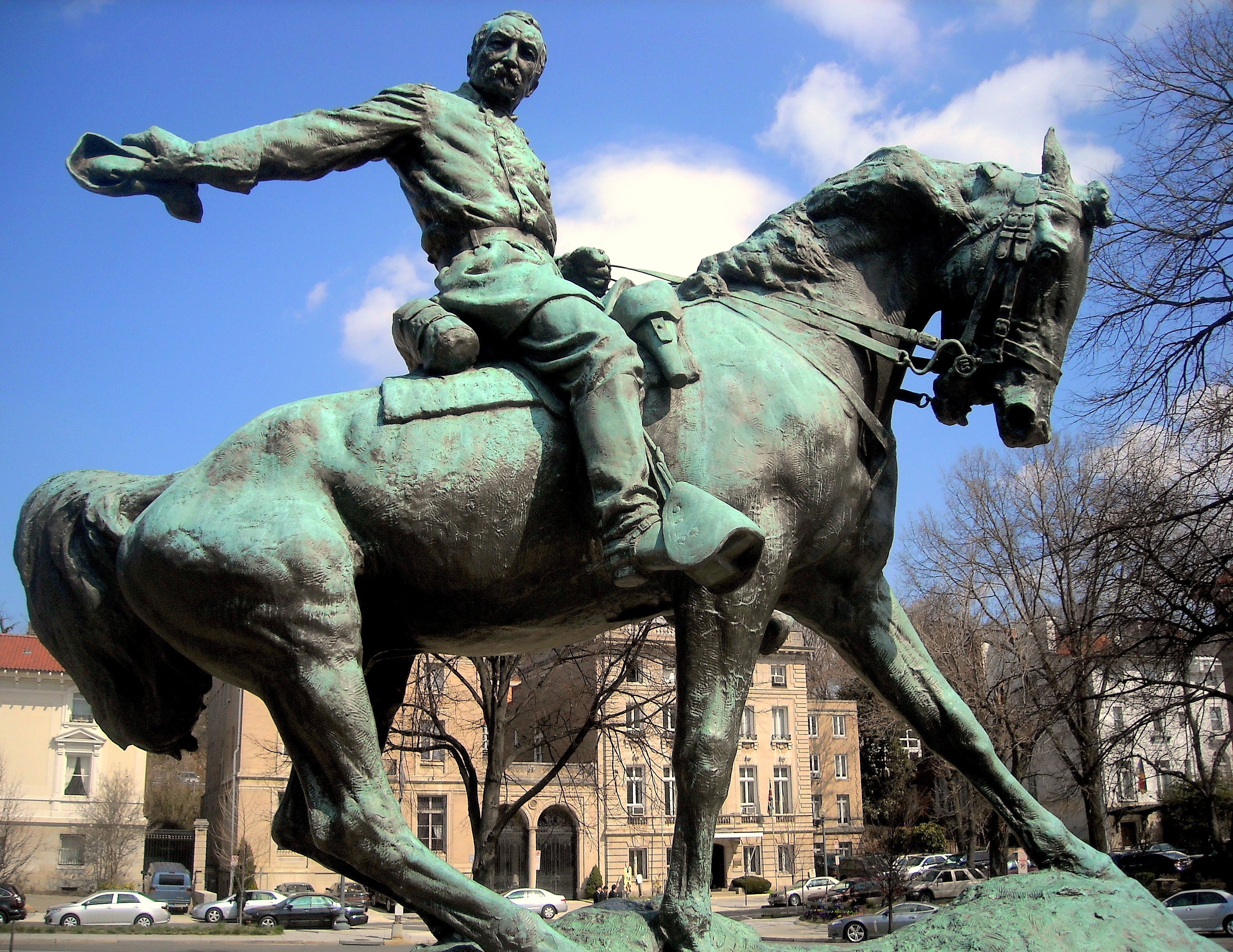
General Sheridan Memorial – Washington
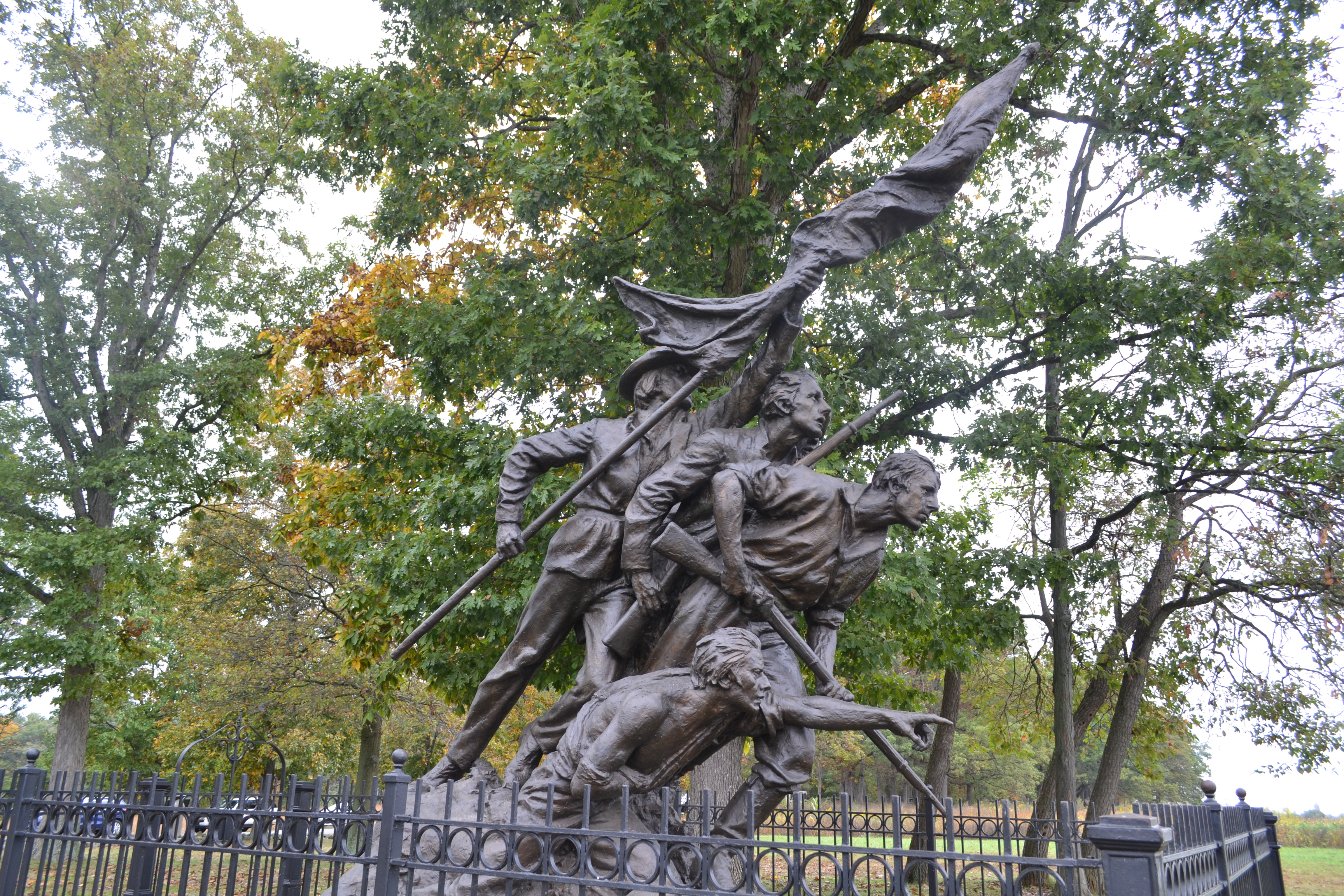
North Carolina Monument, Gettysburg
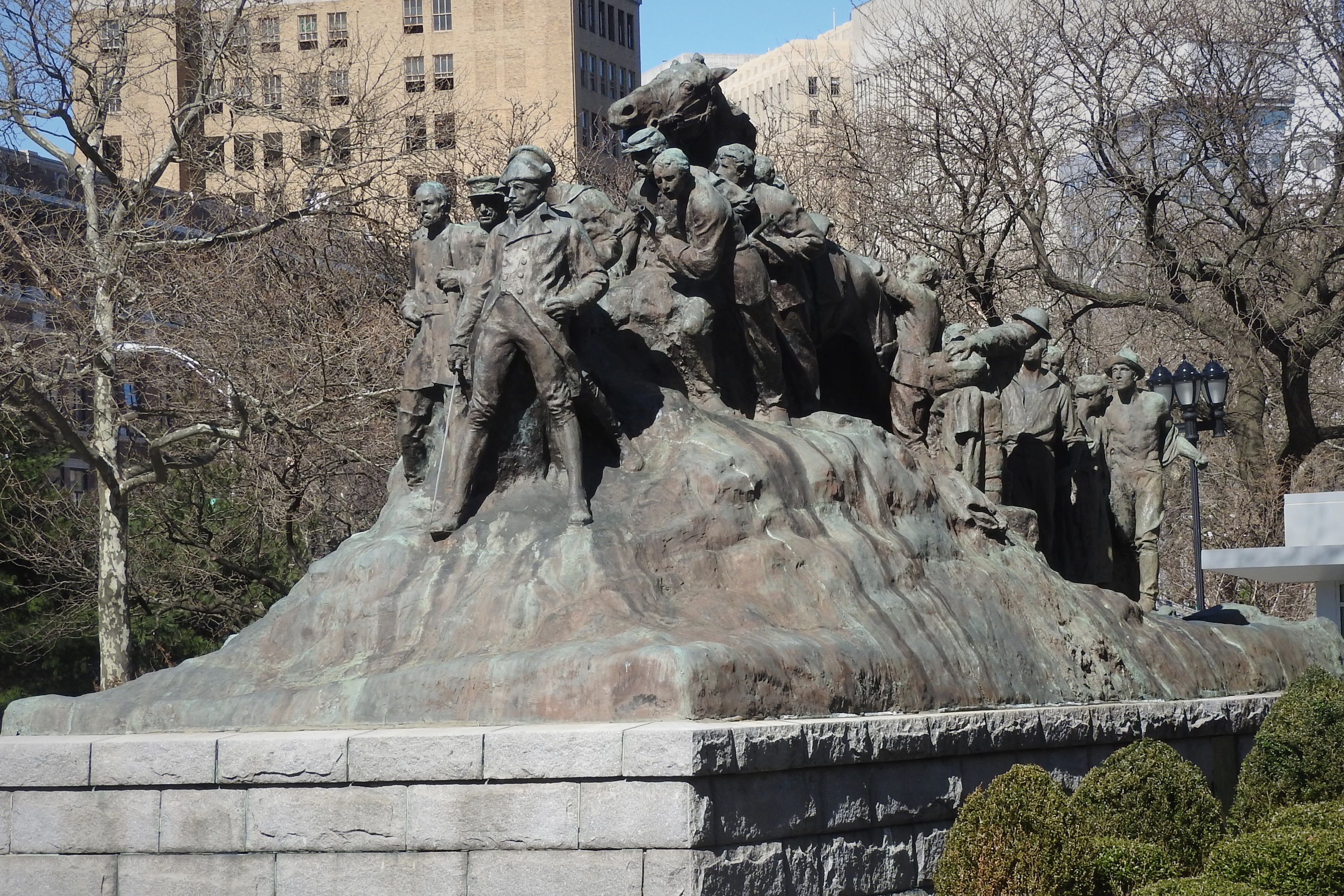
Wars of America, Newark
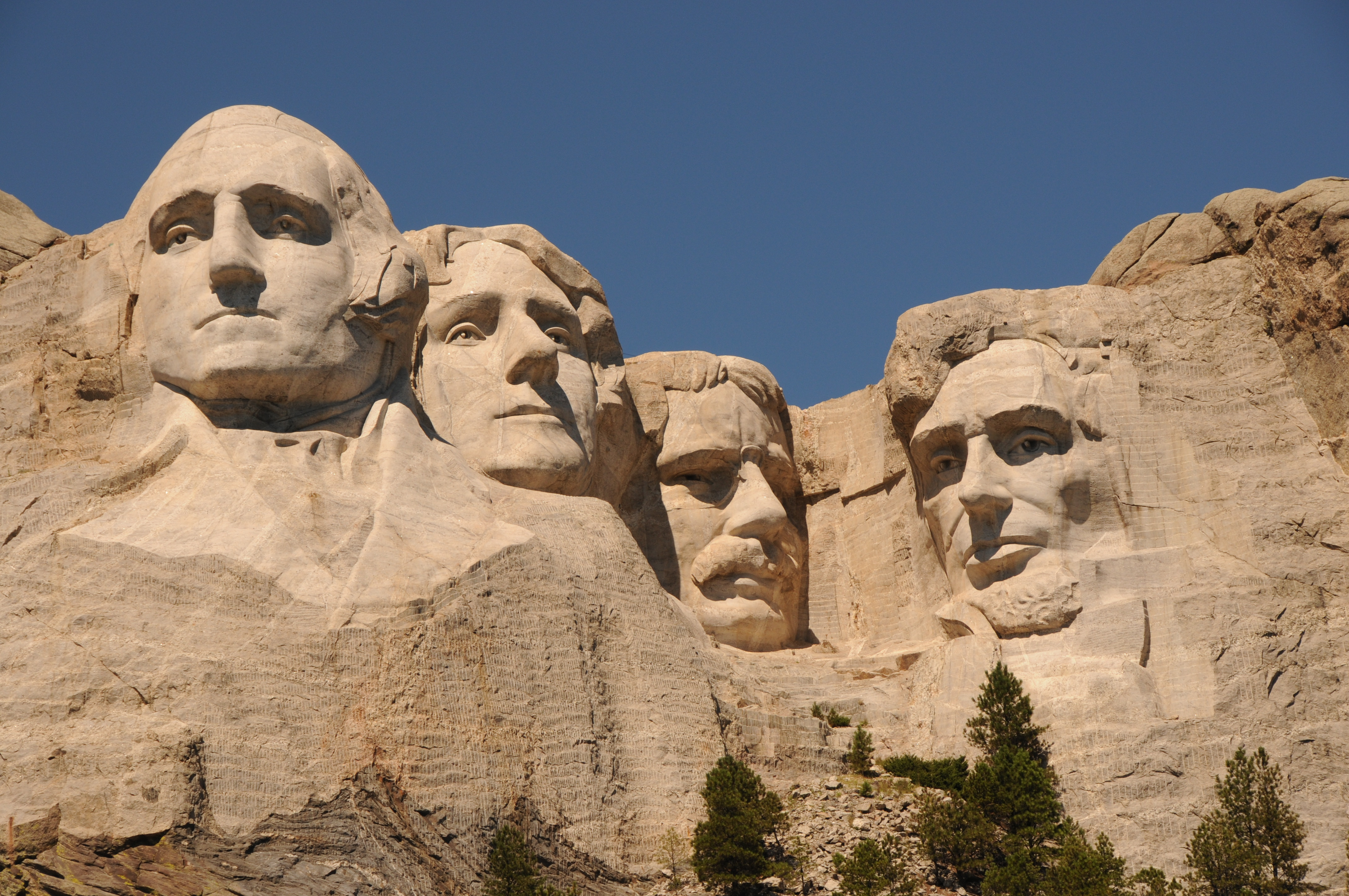
Mount Rushmore, South Dakota
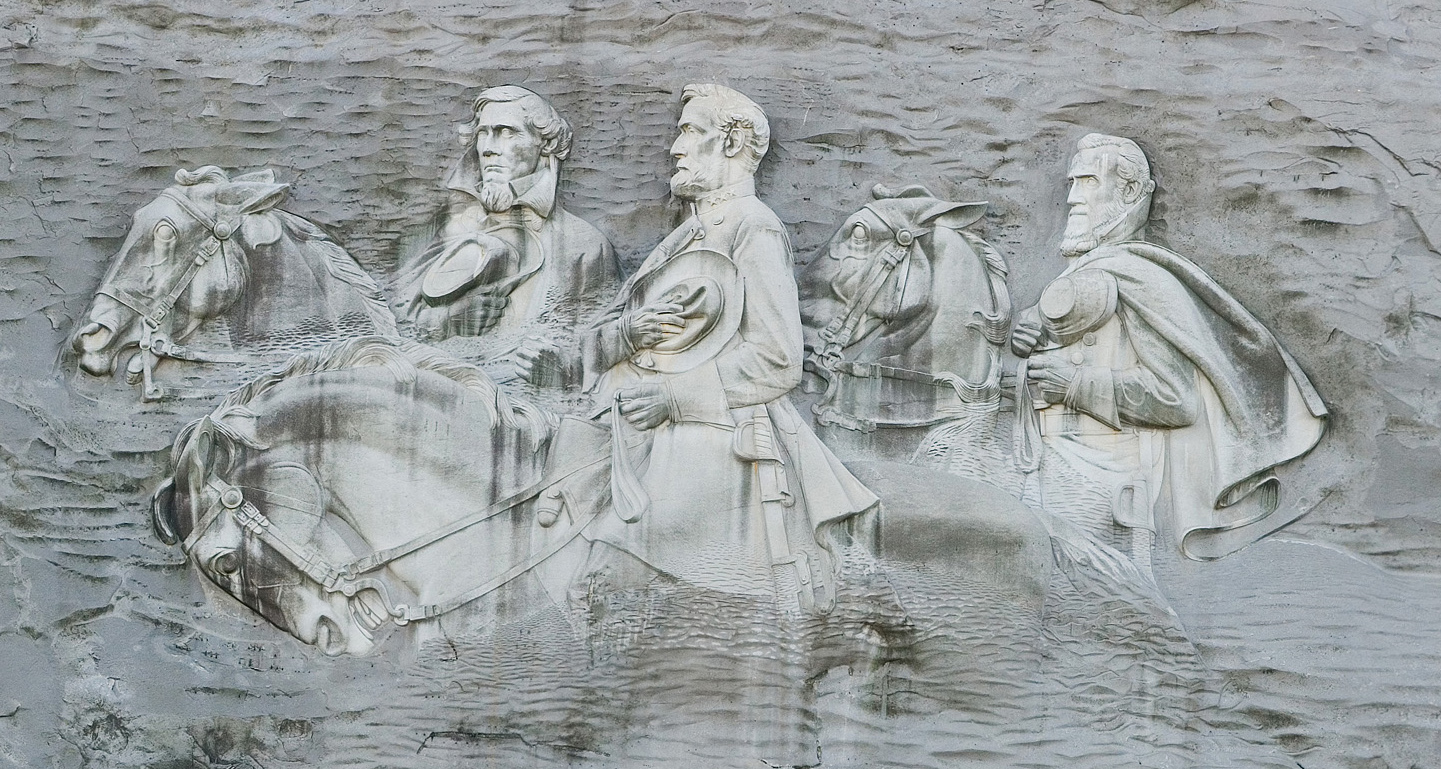
Stone Mountain Memorial Closeup

## Auszeichnungen
- 1904: Goldene Medaille auf der Weltausstellung in St. Louis[1]